# Tormato
Tormato is het elfde album van de Britse progressieve-rockband Yes.
Het album werd minder goed ontvangen dan zijn voorganger, Going for the One uit 1977. Tot op de dag van vandaag biedt Tormato genoeg stof tot discussie onder Yes-liefhebbers en recensenten over het al dan niet aanwezig zijn van een echte Yes-stijl.
Toch bevat het album genoeg interessante muziek: van het eco-vriendelijke bericht "Don't Kill the Whale" tot het opzwepende basgeluid van Chris Squire op "On the Silent Wings of Freedom".

## Nummers
1. A. "Future Times" - B. "Rejoice" - 6:46
2. "Don't Kill the Whale" - 3:56
3. "Madrigal" - 2:25
4. "Release, Release" - 5:44
5. "Arriving UFO" - 6:07
6. "Circus of Heaven" - 4:31
7. "Onward" - 4:05
8. "On the Silent Wings of Freedom" - 7:47

## Bezetting
- Jon Anderson - zang, percussie
- Chris Squire - basgitaar, zang
- Steve Howe - elektrische en akoestische gitaar, zang
- Rick Wakeman - piano, orgel, Moog, synthesizer
- Alan White - drums, percussie